# Luitpold du Jarrys von La Roche

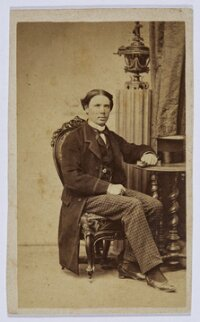
Luitpold du Jarrys von La Roche (Foto im Stadtarchiv Nürnberg)

Luitpold du Jarrys, Freiherr von La Roche (* 23. November 1837 in München; † 14. November 1884 ebenda), war ein königlich bayerischer Regierungsbeamter.

## Leben
Er entstammte der ursprünglich französischen Adelsfamilie Du Jarrys von La Roche und war der Sohn des königlich bayrischen Kammerherrn und Generals der Kavallerie Friedrich du Jarrys Freiherr von La Roche (1802–1876) und der Cäcilie Freiin von Trott zu Solz (1809–1878). La Roche studierte Rechtswissenschaften an der Universität Heidelberg sowie an der Ludwig-Maximilians-Universität München. Im Jahr 1862 wurde er Kammerjunker und 1863 arbeitete er als Rechtspraktikant.

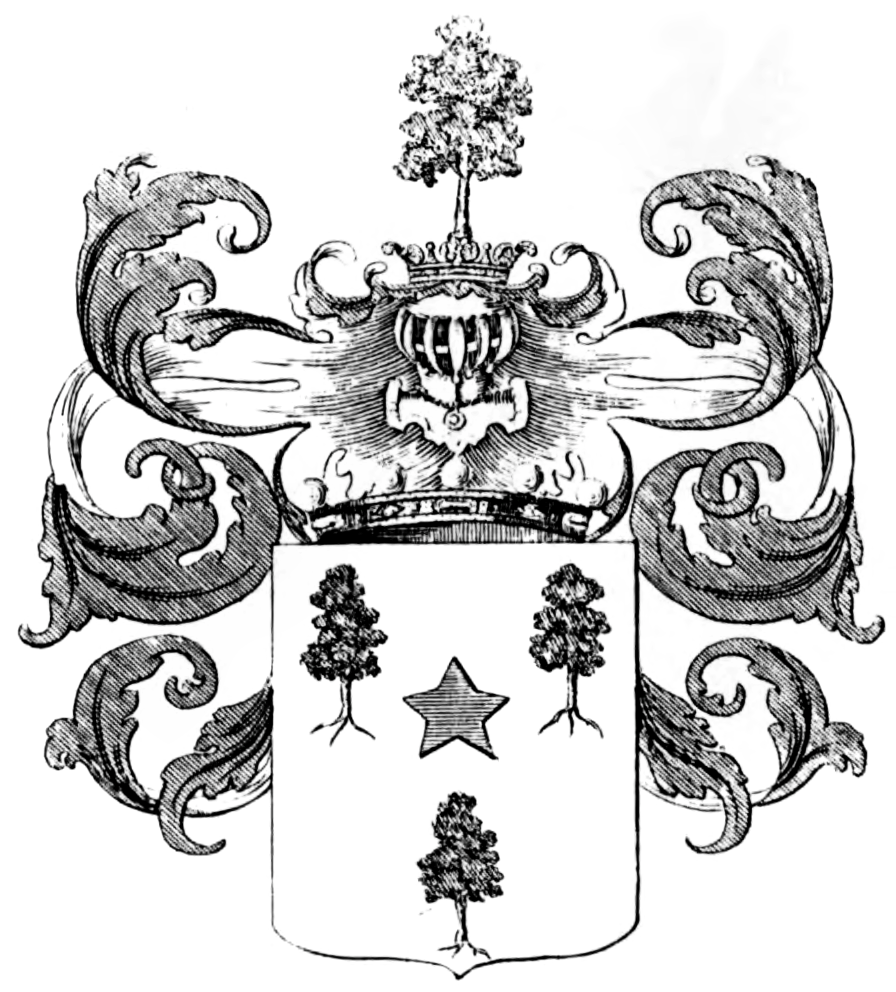
Wappen der Familie Du Jarrys Freiherren von La Roche 1745

Schon vor 1864 war La Roche als Regierungsassessor (Accessist) an der Bezirksregierung von Schwaben und Neuburg in Augsburg tätig und wohnte dort in der Ludwigstraße. Im August 1868 wurde er als Assessor ans Bezirksamt Fürth versetzt und trat dort 1869 als Mitglied dem „Landwirtschaftlichen Verein in Mittelfranken“ bei. Am 4. März 1869 war er allerdings schon „in provisorischer Eigenschaft“ zum Stadtkommissariatsassessor in Nürnberg bestellt worden. Am 13. Februar 1872 wurde er als Assessor ans Bezirksamt Kempten versetzt.
Im Jahr 1875 wurde La Roche – wie üblich wohl inzwischen zum Regierungsrat befördert – als Nachfolger von Clemens Graf zu Pappenheim zum Badkommissar (Kurdirektor) des Staatsbades Bad Kissingen ernannt, aber bereits nach einjähriger Amtszeit schon 1876 durch Friedrich Freiherr du Prel wieder abgelöst.

## Ehe und Nachkommen
Am 6. Juni 1865 hatte La Roche als 28-jähriger Kammerjunker in München in der heimatlichen protestantischen Pfarrei die 26-jährige Wilhelmine Pauline Freiin von Seckendorff-Aberdar (1839–1910) geheiratet, Tochter des verstorbenen königlich württembergischen Kammerherrn und Obersthofmeisters Karl Freiherr von Seckendorff (1803–1855) in Stuttgart und der Melanie Freiin von Spiegel zu Pickelsheim (1809–1873).
Das Paar hatte zwei Töchter:
- Mellanie Fredrike Cäcile Caroline Auguste (* 17. Januar 1873)
- Elisabeth Auguste Mathilde Eveline Bodo (* 14. November 1874)